# María de Bohórquez
María de Bohórquez, död 1559 i Sevilla, var en spansk protestant som blev avrättad för kätteri av den spanska inkvisitionen. 
Hon har blivit betraktad som en protestantisk martyr.